# Anfibología
La anfibología es el empleo de frases o palabras con más de una interpretación. También se la llama disemia (dos significados) o polisemia (varios significados) aunque, estrictamente hablando, una polisemia no es siempre una anfibología.
Una anfibología puede dar lugar a importantes errores de interpretación si se desconoce el contexto discursivo del enunciado anfibológico. También suele ser un recurso para sofisticar.
Una característica casi constante de las anfibologías es la ambigüedad.

## Ejemplos
- Mi padre fue al pueblo de José en su coche (Texto anfibológico) ¿En el coche de quién?
  - Mi padre fue en su coche al pueblo de José.
  - Mi padre fue al pueblo de José en el coche de este.
- Se vende mantón para señora de Manila (Texto anfibológico) ¿Quién es de Manila? ¿Se trata de un típico mantón de Manila o, por el contrario, de una mujer de Manila?
  - Se vende mantón de Manila para señora.
- El perro de Mozart (Conocido título de una canción de Leo Maslíah) ¿Se refiere a que Mozart tenía un perro o a que lo es?
- El cerdo del niño (¿El cerdo es del niño o el niño es como un cerdo?).
- «Persas, quedaos en vuestra casa.» (Puede significar «Persas, quedaos en Persia» o «¡Persas! ¡Llegaron los persas! Griegos, quedaos en Grecia».
- «Si luchas con puntas de plata, un gran reino será vencido.» (¿Qué reino será vencido, el enemigo o el propio?)
- Fulano habló solo diez minutos (¿soliloquió durante diez minutos o solamente habló diez minutos?).[Nota 1]
- La mujer tibetana estaba casada con varios hermanos (¿hermanos de ella o con varios hombres que eran hermanos entre ellos?).
- Zutano es A o es B (El sujeto en cuestión ¿es o una cosa o la otra? ¿o el sujeto es una cosa y también la otra?)[Nota 2]

Se considera que en muchas “mancias” (supuestas artes adivinatorias) uno de los recursos que se dan como respuesta a los consultantes son anfibologías, por ejemplo una respuesta del Oráculo de Delfos podía ser de esta clase: «¡vencerás no morirás!» (la cuestión aquí es dónde debe estar la coma ya que el significado cambia diametralmente si se pone la coma en «¡vencerás, no morirás!» o si se pone en «¡vencerás no, morirás!», en el primer caso se sugiere la victoria del que hace la consulta, en el segundo la muerte del mismo; las llamadas artes adivinatorias suelen manejar estas ambigüedades —es decir, anfibologías— para acertar siempre —por opuestas que sean— en el enunciado de sus predicciones.
- El crimen de Mengano: este tipo de frase es aún hoy una anfibología bastante frecuente sobre todo en los medios de difusión masiva en español ya que no queda claro si «Mengano fue víctima del crimen» o (si por el contrario) «Mengano fue el que cometió el crimen».

- Siguiendo con una variante del ejemplo anterior, tenemos la frase la mujer alumbró a su hijo (¿tuvo un parto o estuvo iluminando —con luz— a su hijo?).

## Falacia de anfibología
Corresponde a un tipo de falacia de ambigüedad caracterizada por palabras o frases ambiguas que cambian el curso del razonamiento, haciendo del mismo inválido. Aparece cuando se intenta argumentar a partir de premisas formuladas ambiguamente en su estructura gramatical, pudiendo resultar verdaderas en una interpretación y falsas en otras.

## La anfibología como recurso humorístico
Junto al sinsentido (o nonsense), el doble sentido es uno de los recursos principales para crear chistes. Y el “doble sentido” (muchas veces unido a expresiones figuradas o a metáforas) es precisamente un recurso a la anfibología.
La anfibología suele usarse humorísticamente, como en: «Una vez le disparé a un elefante en pijama. Lo que nunca sabré es cómo hizo para ponerse pijama». Esta es una famosa cita de Groucho Marx de la película cómica Animal Crackers (El conflicto de los Marx). La primera sentencia no deja claro si Marx —vestido con pijama— le tiró un tiro a un elefante, o si el elefante se encontraba en pijama.

## Interpretación y expresión
Una anfibología, como se observa, puede sugerir más de una interpretación. Para evitar esto, es necesario volver a escribir y acomodar las palabras de manera que las ideas estén lo más claras posibles.
Otros ejemplos:
- Se bajó del caballo sin que se diera cuenta. ¿Quién no se dio cuenta?
  - Se bajó del caballo sin que este se diera cuenta.
  - Se bajó del caballo sin que Susana se diera cuenta.
- Cuentos para niños de suspenso.
  - Cuentos de suspenso para niños.
- Fulano me repetía que él no tomaba alcohol continuamente.
  - Fulano me repetía continuamente que él no tomaba alcohol.
- Zutana es una vaca. (¿Zutana es el nombre de una vaca o una chica llamada Zutana parece una vaca?)
- Vinieron las 90 familias de algunos de los invitados.
- Se vende perro. Come de todo. Le gustan mucho los niños.
- Autos usados en venta: ¿irá a cualquier otro lugar donde lo engañarán? ¡Venga con nosotros primero!

## Anfibología y ortografía
La anfibología afecta desde hace un tiempo a la ortografía. Por ejemplo la palabra solo (tanto si es adjetivo como si es adverbio) no debía acentuarse según la Real Academia Española salvo caso de anfibología.
“Estaré en la playa solo una semana” (solo, en soledad: aquí solo es adjetivo). “Estaré en la playa sólo una semana” (sólo, solamente, únicamente: aquí sólo es adverbio y por tanto se acentuaba para evitar la anfibología).
Lo mismo cabe decir de los demostrativos (este, ese, aquel).
Actualmente estas palabras ya no se acentúan por no cumplir el requisito fundamental que justifica el uso de la tilde diacrítica.

## Anfibología en el uso de conceptos o términos
Es muy frecuente que se produzcan problemas cuando se usan términos polisémicos o en todo caso ambiguos; un ejemplo de ello es el uso y abuso de la palabra originarios en lugar de las mucho más precisas indígenas o aborígenes; ya que 1) todos los seres humanos son originarios (todos los seres humanos tenemos un origen) 2) la palabra originario puede significar algo que estaba en el origen pero también algo que da origen a otra(s) cosa(s).
Un ejemplo interesante de anfibología se puede encontrar en el uso coloquial que en Argentina se da a la palabra bárbaro, ya que ha ocurrido —siempre en registro coloquial del discurso— una inversión de significado o, en todo caso, un importante deslizamiento de significado; en efecto: durante todo el siglo XIX (y antes de surgir el Estado argentino moderno) la palabra "bárbaro" estaba intensamente cargada de connotaciones peyorativas o despectivas, hasta el punto que era un denuesto gravísimo con el cual se apostrofaban recíprocamente los federales y los unitarios. Esto fue indiscutible hasta aproximadamente mediados de siglo XX. Sin embargo, hacia la década de los sesenta curiosamente en el habla coloquial argentina la palabra bárbaro adquirió —denotando algo del orden del goce que hasta entonces estaba muy reprimido— un significado coloquial inopinado: desde esa época la expresión ¡bárbaro! en Argentina (y otras zonas del Cono Sur) suele ser un elogio, o tiene una significación positiva correspondiente a las frases y palabras "¡muy bien!"; "¡muy bueno!"; "excelente"; "genial", o "algo muy placentero", aunque tal inversión semántica se entiende o "decodifica" con ayuda del contexto o, si es solo oral, con el tono de dicción en que se expresa la palabra "¡bárbaro!".

## Anfibologías en publicidad
En Argentina, un famoso champú anticaspa tenía por eslogan «Para la caspa». Cuando se lo usaba en televisión, el locutor lo decía de tal modo que todos se preguntaban si se refería al verbo parar/detener o a la preposición. Ese es un ejemplo de ambigüedad positiva.
La doble interpretación siempre tendría que remitir a algo bueno para el producto, sin que quede lugar para las dudas.
El extremo opuesto, una ambigüedad negativa, se da en casos como: «Televisores Mega. Son lo que tú ves». ¿Qué habrá querido decir el redactor con esta frase? ¿Que son lo que se ve? ¿Que no son nada más que eso? ¿Que son los televisores que ve todo el mundo? ¿Dónde los ven? ¿En sus casas, en los avisos o en las vidrieras?
El manejo de la ambigüedad es un arte complejo. Si se lo utiliza, es preciso asegurarse de que la ambigüedad vaya en un solo sentido, se la tome como se la tome. Si no, es aconsejable volver al seguro terreno de lo directo y sencillo.
Por otra parte, debido a la frecuente falta de signos de ortografía, diacríticos, pneumas, etc., en gran parte de las escrituras antiguas el determinar los significados textuales o frásticos corresponde en gran medida a la ciencia de la paleografía y también a la hermenéutica.